# 锡永 (热尔省)
锡永（法語：Sion，法語發音：[sjɔ̃] ⓘ）是法国热尔省的一个市镇，位于该省西部，属于孔东区。

## 地理
锡永（43°44'22"N, 0°0'32"E）面积7.05 平方千米，位于法国奧克西塔尼大區热尔省，该省份为法国西南部内陆省份，北起顺时针与洛特-加龙省、塔恩-加龙省、上加龙省、上比利牛斯省、大西洋比利牛斯省和朗德省接壤。
与锡永接壤的市镇（或旧市镇、城区）包括：贝图、卢贝达、诺加罗、索尔贝特、于尔戈斯。
锡永的时区为UTC+01:00、UTC+02:00（夏令时）。

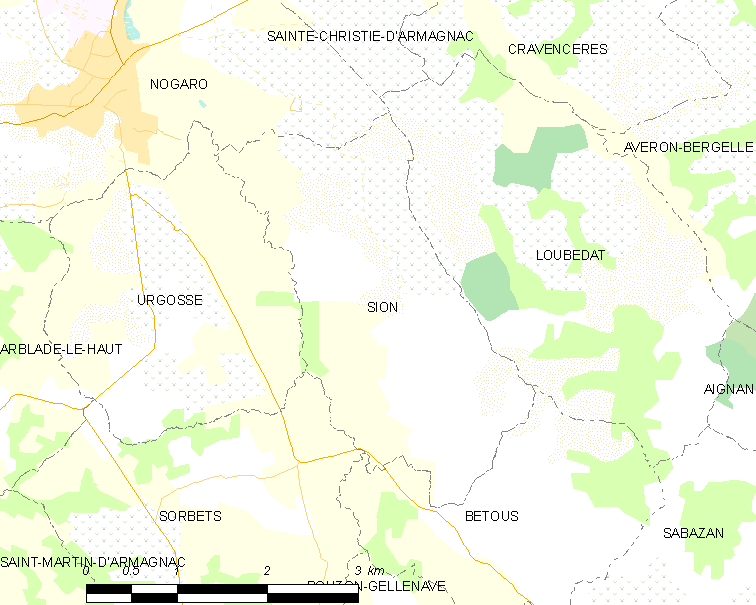
锡永的OSM定位图

## 行政
锡永的邮政编码为32110，INSEE市镇编码为32434。

## 政治
锡永所属的省级选区为大下阿马尼亚克县。

## 人口

1962-2008年间锡永人口变化图示

锡永于2022年1月1日时的人口数量为96人。